# HEC Paris
HEC Paris (École des hautes études commerciales de Paris) je europska poslovna škola s razvedenim kampusom smještenim u Parizu, Kataru i Jouy-en-Josasu. Osnovana 1881.
HEC je Financial Times 2012. rangirao na 1. mjesto među europskim poslovnim školama. U 2010., HEC-ov program menadžmenta Financial Times je ocijenio 2. Također zauzima 3. mjesto na globalnoj ljestvici sa svojim Executive MBA programom.
Svi programi imaju trostruku akreditaciju međunarodnih udruga AMBA, EQUIS, i AACSB. Škola ima istaknute apsolvente u poslovnom svijetu i u politici, kao što su primjerice Jean-Dominique Senard (CEO Michelin) francuski ekonomist i političar Dominique Strauss-Kahn.

## Vanjske poveznice
- Službena stranica